# Eleazar b. R. Mosche Azikri
Eleazar b. R. Mosche Azikri (hebräisch אלעזר בן משה אזכרי) (* 1533 in Safed; † 1600 in Safed) war ein jüdischer Gelehrter, Kabbalist und Dichter des 16. Jahrhunderts.

## Leben
Eleazar b. R. Mosche Azikri stammte aus einer sephardischen Familie, die sich nach der Vertreibung aus Spanien in Palästina niedergelassen hatte.
Rabbi Eleazar studierte die Tora bei Josef Sagis und Jakob Berab und wird zu den größten Rabbis und Gelehrten seiner Zeit gezählt. Er schrieb u. a. Kommentare zu einzelnen Traktaten des palästinischen Talmud. 1588 gründete er die „Sukat Shalom“-Bewegung, die die Hingabe an die Religion unter den Juden fördern wollte.
Rabbi Eleazar starb 1600 und wurde in Safed begraben.

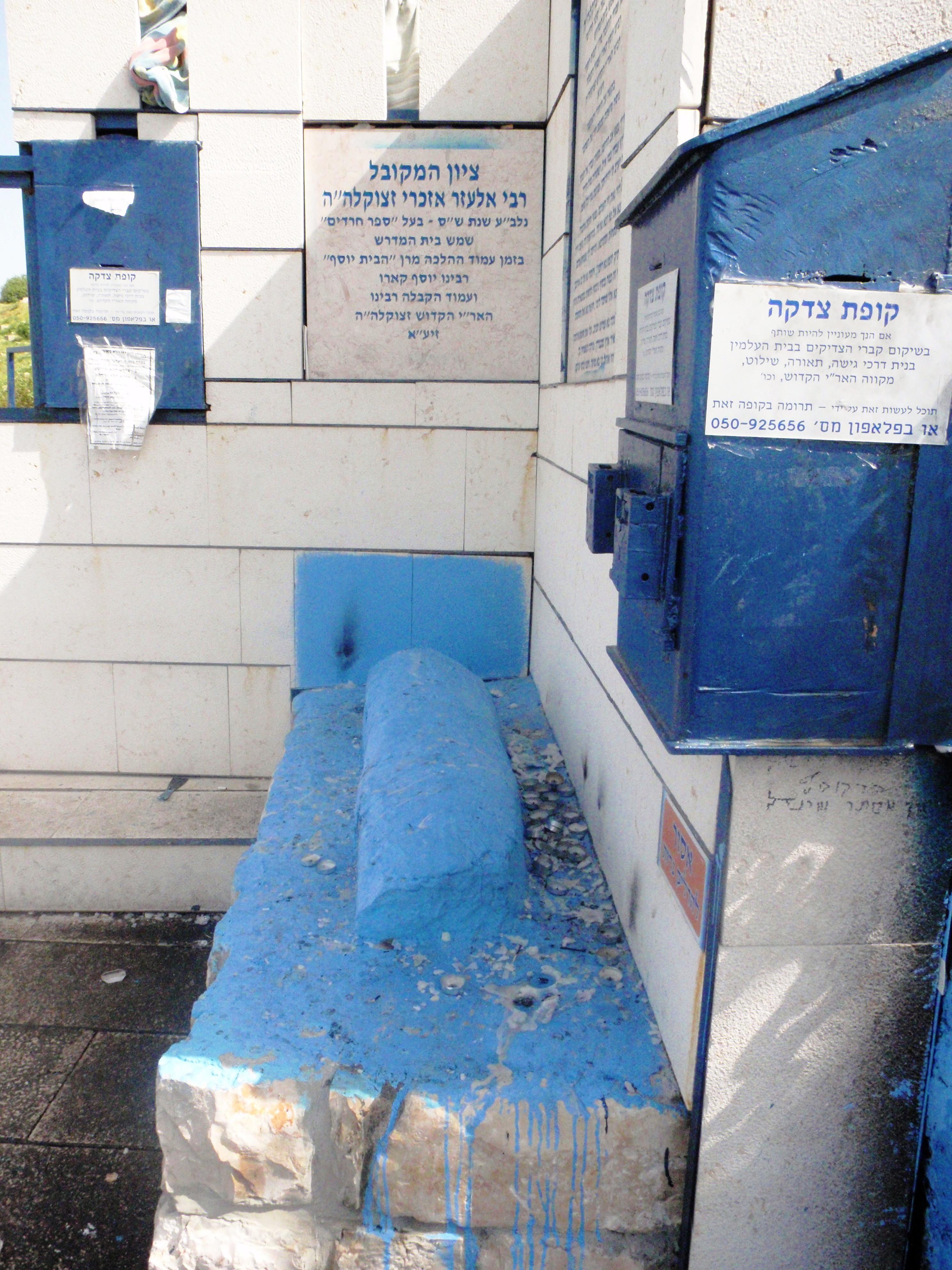
Grabstätte in Safed von Eleazar b. R. Mosche Azikri

## Werke
- Sefer ha-Redim (Hebrew: ספר חרדים)
- Traktat Betza und  Berakhot im Jerusalemer Talmud